# Dejan Raj
Dejan Raj, slovenski harmonikar, * 1982.
V letih 2005 in 2006 je bil član skupine Turbo Angels.
Trikrat je zmagal na tekmovanju Zlate harmonike Ljubečne; skupaj s Aleksom Rutarjem pa je dvakrat osvojil evropski naslov prvakov v skupini duetov.Od leta 2009 pa poučuje na Kranjski glasbeni šoli klavirsko in diatonično harmoniko.